# Hipoboscoïdeus
Els hipoboscoïdeus (Hippoboscoidea) són una superfamília del dípters braquícers de l'infraordre dels esquizòfors. Els dípters en aquesta superfamília són pàrasits obligats que s'alimenten de la sang dels seus hostes. La família Glossinidae, monotípica, conté les mosques tse-tse que són vector de la tripanosomiasi africana.

## Desenvolupament
Les espècies de Hippoboscoidea no ponen ous. En lloc d'això les larves s'alimenten dins l'úter matern per glàndules de llet i passen per tres estadis morfològics abans de ser dipositades per pupar.

## Taxonomia
La classificació dels hipoboscoïdeus és controvertida; Les mosques ratpenats són els Nycteribiidae i els Streblidae; aquesta darrera no és probablement monofilètica i pot ser o bé dividida en dues famílies o ajuntada amb els Nycteribiidae. Mormotomyiidae és completament monotípica amb una sola espècie Mormotomyia hirsuta coneguda només en una localitat de Kenya. Probablement els Mormotomyiidae pertanyen als Ephydroidea.
Segons Pape et al. inclou dues famílies:
- Família Glossinidae Theobald, 1903 (1 gènere, 25 espècies)
- Família Hippoboscidae Samouelle, 1819 (68 gèneres, 782 espècies)